# Muzej znanosti u Londonu
Muzej znanosti (engl. Science Museum) je veliki muzej prirodnih znanosti i tehnike na Exhibition Roadu u South Kensingtonu u Londonu. Ovaj muzej je dio National Museum of Science and Industry, kojeg je projektirao Sir Richard Allison.
Muzej znanosti osnovan je 1857. a prvi intendant bio je Bennet Woodcroft. Eksponate muzeju donirao je Royal Society of Arts a tu su se našli i predmeti s Prve svjetske izložbe održane u Londonu 1851. U početku je muzej bio dio South Kensington muzeja kao Victoria and Albert Museum, ali biva odvojen pod nazivom Museum of Patents 1858. i Patent Office Museum 1863. godine. Znanstveni i tehnički dio dobivaju 1865. sadašnje ime, dok su umjetničke zbirke preseljene u Victoria and Albert Museum. Patent Office Museum je djelovao samostalno do 1909., a tada postaje dio Muzeja znanosti.
Muzej sadrži više od 300.000 eksponata u svojim zbirkama. U najpoznatije eksponate ubrajaju se Stephenson Rocket, Puffing Billy, prvi mlazni motor, rekonstrukcija Crickovog i Watsonovog modela DNK, nekoliko najstarijih očuvanih
parnih strojeva, rekonstrukcija Babbageovog diferencijalnog stroja kao i prvi prototip Clock of the Long Now. Tu je izloženo i nekoliko stotina interaktivnih eksponata i jedno 3D IMAX-kino.
Pored muzejskog rada, Znanstveni muzej je i svjetski priznata istraživačka institucija. Knjižnica muzeja je do 1960-ih bila najveća britanska nacionalna knjižnica za prirodne znanosti, medicinu i tehniku. Danas je knjižnica partner Imperial College London knjižnice.
- Galerija „Stvaranje modernog svijeta”
- Stephensonova raketa, lokomotiva iz 1829.
- Old Bess, očuvani primjerak parnog stroja Jamesa Watta iz 1777.
- Corlissov parni stroj iz Burnleya, 1903.
- Ford Model T iz 1908.
- Cody V Biplane iz 1912.
- Messerschmitt Me 163 Komet (6436286479).jpg
- Apollo 10, zapovjedni modul
- Lunarni modul Appola 10
- Izvorni model DNK Jamesa Watsona i Francisa Cricka, 1953.
- Galerija informacijskog doba

## Vanjske poveznice
- Službena stranica Muzeja znanosti
- National Museum of Science and Industry  Arhivirana inačica izvorne stranice od 14. travnja 2012. (Wayback Machine)